# Aidan Gillen
Aidan Gillen, geboren als Aidan Murphy (Dublin, 24 april 1968), is een Iers acteur.
Gillen is vooral bekend door zijn rol als Petyr “Littlefinger” Baelish in de fantasy-televisieserie Game of Thrones van HBO.

## Biografie
Gillen werd geboren in Dublin in een gezin van vier kinderen. Hij doorliep de middelbare school aan de St. Vincent's C.B.S. in Glasnevin. Gillen begon met het acteren in het theater in het toneelstuk A Midsummer Night's Dream als Nick Bottom. Hierna verhuisde hij naar Londen voor zijn acteercarrière.
Gillen was vanaf 2001 tot 2005 getrouwd waaruit hij twee zonen heeft (1997 en 2000), en sinds 2014 heeft hij een relatie met actrice en zangeres Camille O'Sullivan. Hij speelt belangrijke rollen in onder andere The Wire, Game of Thrones en Peaky Blinders.

## Filmografie

### Films
Uitgezonderd korte films.
- 2024: Amongst the Wolves - als Power
- 2023: Dance First - als James Joyce
- 2023: Barber - als Val Barber
- 2021: Those Who Wish Me Dead - als Jack Blackwell
- 2019: Rose Plays Julie – als Peter
- 2018: Bohemian Rhapsody – als John Reid
- 2018: We Ourselves – als Killian
- 2018: Dave Allen at Peace – als Dave Allen
- 2018: Maze Runner: The Death Cure – als Janson
- 2017: King Arthur: Legend of the Sword – als Bill
- 2017: The Lovers – als Robert
- 2017: Pickups – als Aiden
- 2016: Sing Street – als Robert Lawlor
- 2015: Maze Runner: The Scorch Trials – als Janson
- 2014: Ambition – als Meester
- 2014: Still – als Carver
- 2014: Calvary – als dr. Frank Harte
- 2013: Beneath the Harvest Sky – als Clayton
- 2013: Mister John – als Gerry Devine
- 2013: Scrapper – als Ray
- 2012: The Good Man – als Michael
- 2012: The Dark Knight Rises – als Bill Wilson
- 2012: Shadow Dancer – als Gerry
- 2011: Blitz – als Weiss
- 2010: Thorne: Scaredycat – als Phil Hendricks
- 2010: Thorne: Sleepyhead – als Phil Hendricks
- 2010: Treacle Jr. – als Aidan
- 2010: Wake Wood – als Patrick
- 2009: Freefall – als Gus
- 2009: 12 Rounds – als Miles Jackson
- 2008: Blackout – als Karl
- 2006: Trouble with Sex – als Conor
- 2005: Walk Away and I Stumble – als Paul
- 2003: Shanghai Knights – als Rathbone
- 2002: The Final Curtain – als Dave Turner
- 2002: First Communion Day – als Seamus
- 2001: My Kingdom – als Puttnam
- 2000: Lorna Doone – als Carver Doone
- 2000: The Darkling – als Jeff Obold
- 2000: The Low Down – als Frank
- 2000: Queer as Folk 2 – als Stuart Jones
- 1999: Buddy Boy – als Francis
- 1997: Mojo – als Baby
- 1997: Gold in the Streets – als Paddy
- 1996: Some Mother's Son – als Gerard Quigley
- 1995: Circle of Friends – als Aidan Lynch
- 1993: A Handful of Stars – als Tony
- 1993: Belfry – als Dominic
- 1992: An Ungentlemanly Act – als marinier Wilcox
- 1988: The Courier – als jongen

### Televisieseries
Uitgezonderd eenmalige gastrollen.
- 2021-2023: Kin – als Frank Kinsella – 16 afl.
- 2021-2023: Mayor of Kingstown - als Milo Sunter - 20 afl.
- 2022: That Dirty Black Bag - als Butler - 2 afl.
- 2019-2020: Project Blue Book – als J. Allen Hynek – 20 afl.
- 2017-2019: Peaky Blinders – als Aberama Gold – 10 afl.
- 2011-2017: Game of Thrones – als Petyr "Littlefinger" Baelish – 41 afl.
- 2016: Quantum Break – als Paul Serene – 4 afl.
- 2015: Charlie – als Charles J. Haughey – 3 afl.
- 2010-2013: Love/Hate – als John Boy Power – 11 afl.
- 2013: Mayday – als Everett Newcombe – 5 afl.
- 2010: Identity – als DI John Bloom – 6 afl.
- 2004-2008: The Wire – als Thomas Carcetti – 35 afl.
- 2001: Dice – als Glenn Taylor – 6 afl.
- 1999-2000: Queer as Folk – als Stuart Jones – 10 afl.

- Bibsys: 8044941
- Biblioteca Nacional de España: XX1306966
- Bibliothèque nationale de France: cb151004035 (data)
- Gemeinsame Normdatei: 143376527
- International Standard Name Identifier: 0000 0001 1681 9772
- Library of Congress Control Number: no2001087113
- MusicBrainz: 41f8011a-072a-404c-9e8c-a7936b662831
- Nationale Bibliotheek van Tsjechië: xx0250206
- Nationale Bibliotheek van Israël: 987007332291705171
- Nationale Bibliotheek van Polen: a0000001881882
- Nederlandse Thesaurus van Auteursnamen: 189514507
- Système universitaire de documentation: 175057427
- Virtual International Authority File: 86455776
- WorldCat: E39PBJvxpqpYhptgx8pXrkwV4q